# Fédération des Verts d'Asie et du Pacifique

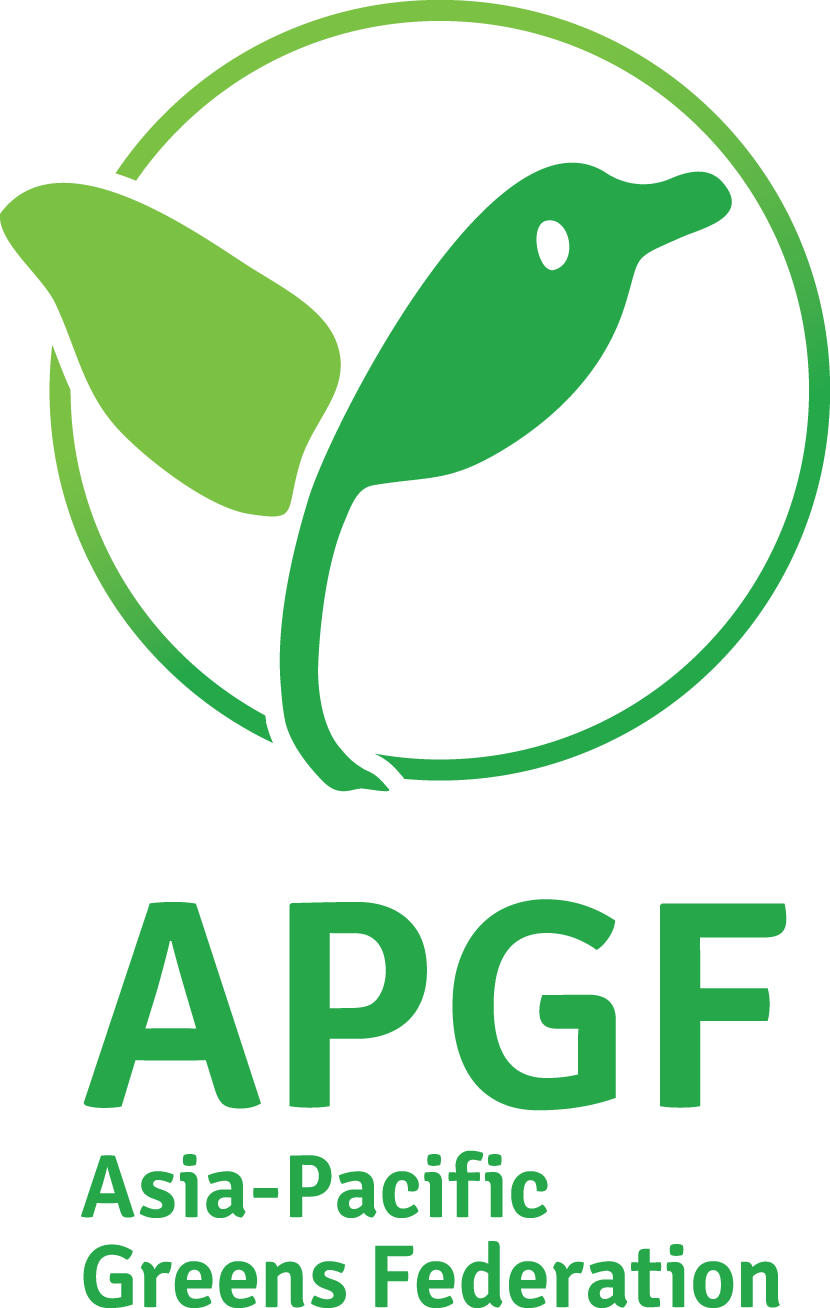
Logo de la Fédération des Verts d'Asie et du Pacifique.

La Fédération des Verts d'Asie et du Pacifique (APGF) (en anglais : Asia Pacific Greens Federation) est une fédération de partis verts, d'organisations sociales et environnementales des pays d'Asie et de l'océan Pacifique. C'est l'une des quatre fédérations qui constituent Les Verts mondiaux (Global Greens).

## Historique
32 partis de 30 pays se sont réunis en février 2005 à Kyoto, au Japon, pour fonder le réseau. Ils ont élu un groupe de coordination et les délégués à la Coordination des Verts mondiaux (en anglais : Global Greens Coordination) (GGC).

## Membres
- Australie : Verts australiens
- Corée du Sud : Parti vert de Corée (en)
- Hong Kong : Parti vert de Hong Kong
- Inde : Uttarakhand Parivartan Party (UKPP)
- Japon : Les Verts
- Mongolie : Civil Will–Green Party (en) et Parti vert mongol
- Népal :  Société civile verte
- Nouvelle-Zélande : Parti vert d'Aotearoa Nouvelle-Zélande
- Pakistan : Parti vert du Pakistan
- Papouasie-Nouvelle-Guinée : Papua New Guinea Greens
- Philippines : Parti vert des Philippines
- Taïwan : Parti vert de Taïwan